# Frênaie
 (décembre 2023).
Si vous disposez d'ouvrages ou d'articles de référence ou si vous connaissez des sites web de qualité traitant du thème abordé ici, merci de compléter l'article en donnant les références utiles à sa vérifiabilité et en les liant à la section « Notes et références ».

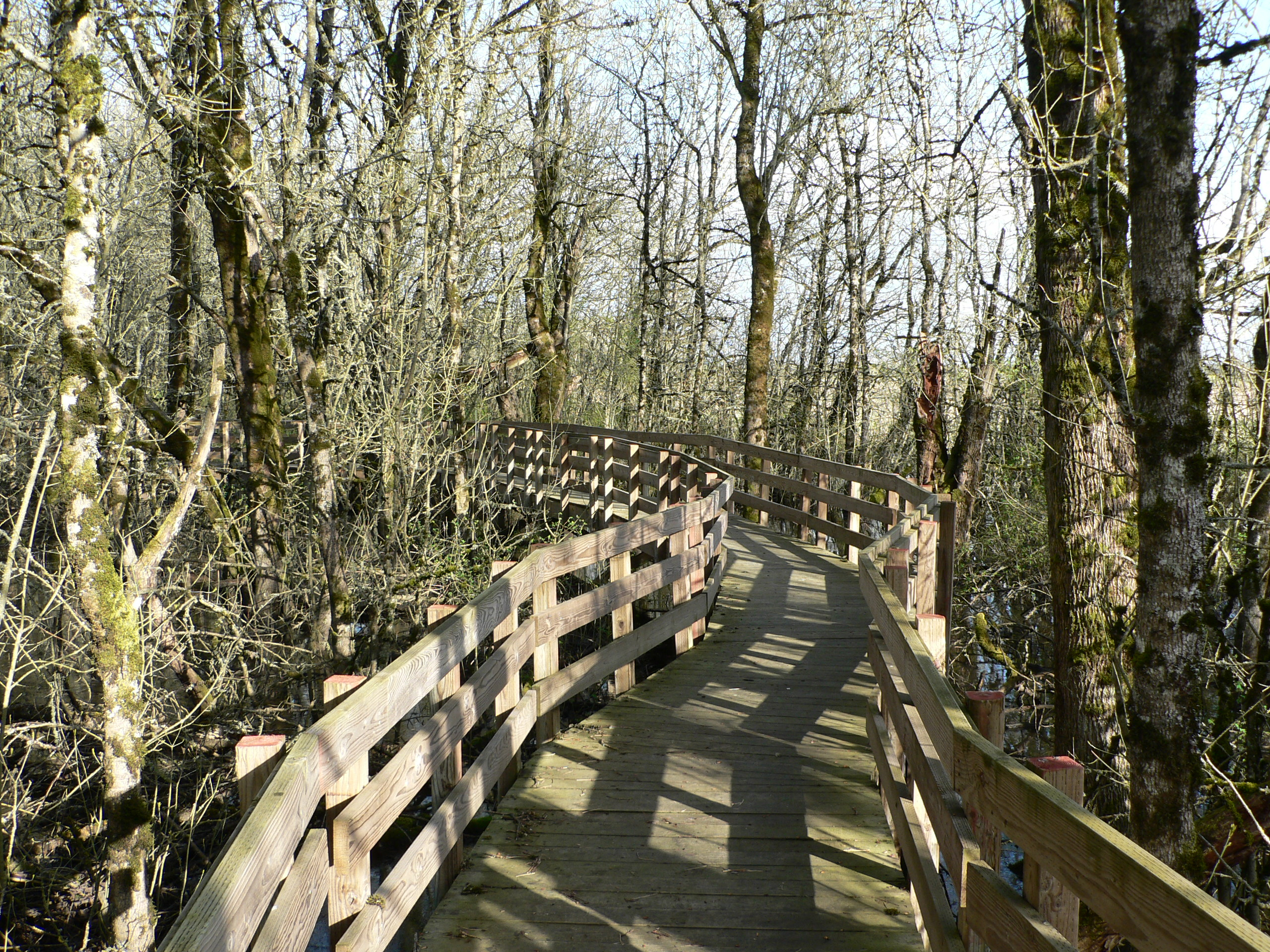
Frênaie de Fraxinus latifolia dans l'Oregon.

Une frênaie, franée ou fraxinaie, est une forêt où prédomine le frêne.
Le mot viendrait du vieux français[évasif] fraisse[réf. nécessaire].
En toponymie française, on rencontre par exemple le village de Fressanges en Neuvéglise (dans le Cantal).